# أنور ابراهم
أنور ابراهم (ولد في 20 أكتوبر عام 1957 في حي الحلفاوين) هو موسيقي الجاز العربية وعازف عود تونسي. في سن العاشرة التحق بالمعهد التونسي للموسيقى حيث تعلم العود على يد علي السريتي وبدأ يعزف في الفرق الموسيقية في سن الخامسة عشرة.

## ألبوماته
- البرزخ
- حكاية الحب غير المعقول
- مدار مع عازف الساكسافون يان جارباريك
- خُمسة
- ثمار" مع جون سورمان وديف هولاند
- مقهى أستراكان
- خطوة القطة السوداء
- النوارة العاشقة مع لطفي بوشناف
- غامضه
- رائحة الجنة

## وصلات خارجية
- أنور ابراهم على موقع IMDb (الإنجليزية)
- أنور ابراهم على موقع ألو سيني (الفرنسية)
- أنور ابراهم على موقع ميوزك برينز (الإنجليزية)
- أنور ابراهم على موقع أول موفي (الإنجليزية)
- أنور ابراهم على موقع أول ميوزيك (الإنجليزية)
- أنور ابراهم على موقع ديسكوغز (الإنجليزية)
- أنور ابراهم على موقع كينوبويسك (الروسية)
- الموقع الرسمي